# Bahía Blanca (miasto)
Bahía Blanca – argentyńskie miasto portowe oddalone o ok. 550 km na południowy zachód od Buenos Aires (znajduje się w tej samej prowincji co stolica kraju). Stolica Partido Bahia Blanca (powiatu Bahia Blanca). Ludność 255 tys. (1996)
Miasto zostało założone w 1828 roku. Obecnie jest jednym z najważniejszych ośrodków gospodarczych w tej części kraju. Eksportuje się stąd głównie zboża i wełnę pochodzące z południowej części prowincji, produkty przemysłu petrochemicznego z prowincji Neuquén oraz owoce. Bahía Blanca jest także siedzibą uniwersytetu (Universidad Nacional del Sur) założonego w 1956 roku. W mieście oraz jego okolicach dobrze rozwinięty jest przemysł petrochemiczny (prowadzą tutaj dwa rurociągi ropy naftowej z Comodoro Rivadavia i Plaza Huincul), spożywczy, włókienniczy i chemiczny. Jest także ważnym w węzłem kolejowym oraz drogowym.
Z Bahía Blanca pochodzi noblista César Milstein oraz koszykarz Manu Ginóbili.
Bahía Blanca jest jednym z nielicznych ośrodków sportu żużlowego w Ameryce Południowej. W 2012 roku odbyły się tam dwa finałowe turnieje z cyklu zawodów indywidualnych mistrzostw świata juniorów na żużlu.

## Miasta partnerskie
- Piura